# Levu rubropleuralis
Levu rubropleuralis är en insektsart som beskrevs av Bernhard Zelazny 1981. Levu rubropleuralis ingår i släktet Levu och familjen Derbidae. Inga underarter finns listade i Catalogue of Life.